# Zalutschia briani
Zalutschia briani är en tvåvingeart som beskrevs av Soponis 1979. Zalutschia briani ingår i släktet Zalutschia och familjen fjädermyggor.
Artens utbredningsområde är Florida. Inga underarter finns listade i Catalogue of Life.